# Dalj
Dalj (serbiska: Даљ, ungerska: Dálya) är en ort i landskapet Slavonien i östligaste Kroatien. Orten har 3 952 invånare (2011) och ligger vid gränsen till Serbien och floden Dravas biflöde i Donau. Administrativt hör orten till Erduts kommun i Osijek-Baranjas län.

## Historia

### Kroatiska självständighetskriget (1991-1995)
1991 utgjorde serberna 52,25% av ortens befolkning. Den lokala serbiska befolkningen motsatte sig Kroatiens självständighetsivranden och under det kroatiska självständighetskriget förekom hårda strider mellan kroatiska styrkor och lokala serbiska separatister understödda av JNA som vid tidpunkten kontrollerades av Serbien. Sedan staden intagits av serberna den 1 augusti 1991 avrättades 39 kroatiska krigsfångar i vad som kom att kallas Daljmassakern. 2011 greps och utlämnades kroatienserben Goran Hadžić till ICTY där han stod åtalad för sin inblandning i massakern och andra krigsförbrytelser mot kroatisk civilbefolkning.

## Arkitektur och stadsbild
Den serbisk-ortodoxa kyrkan Heliga Demitrius (Sveti Demitrije) uppfördes 1715 och ortens katolska kyrka Heliga Josef (Sveti Josip) uppfördes 1912. Den katolska kyrkan förstördes helt under det kroatiska självständighetskriget men återuppbyggdes 2004. I staden finns Milutin Milankovićs födelsehus som restaurerats gemensamt av den kroatiska och serbiska staten.

## Kända personligheter från Dalj
- Milutin Milanković (1879-1958), kroatienserbisk matematiker, astrofysiker och ingenjör